# Diletta Crespi
Diletta Crespi (Roma, 3 marzo 1990) è un'ex calciatrice ed ex giocatrice di calcio a 5 italiana, di ruolo centrocampista nel calcio a 11 e pivot nel calcio a 5.

## Carriera

### Club
Ha cominciato a giocare a calcio da bambina. La sua prima squadra è stata quella del Don Orione, nella quale giocava insieme ai maschi e della quale è diventata capitana.
All'età di 13 anni è passata a giocare nei tornei femminili con la rappresentativa di calcio femminile Regione Lazio e con la Lazio.
Nel 2006 è passata alla Torres, con la quale ha vinto Coppa Italia e Women's Cup e ha raggiunto il secondo posto nel campionato italiano nella stagione 2007-2008.
Dalla stagione 2008-2009 gioca con il Gioiello Firenze ripartendo dalla Serie A2, con il quale al termine della stagione successiva ottiene il secondo posto nel girone B della Serie A2 dietro all'Upea Orlandia 97 ottenendo così la promozione in Serie A.
Durante il calciomercato estivo 2010 si trasferisce al Bardolino Verona, con il quale gioca la prima parte della stagione 2010-2011 limitatamente ai primi incontri di UEFA Women's Champions League 2010-2011, per tornare al Firenze per la sua ultima stagione in Serie A.

### Nazionale
Viene convocata alle selezioni per le giovanili della nazionale di calcio femminile italiana, giocando nella formazione Under-17 nel 2005 per passare l'anno successivo alla Under-19. Impiegata nella fase dalla fase di qualificazione al campionato europeo di categoria di Francia 2008, condivide con le compagne l'accesso alla fase finale e, scendendo in campo in quattro occasioni, nel luglio 2008 la vittoria del torneo, superando in finale allo Stade Vallée du Cher di Tours le avversarie della Norvegia per 1-0.
Ha fatto il suo esordio nella nazionale italiana in occasione del tour in Cina nel luglio 2017. Scese in campo, partendo dalla panchina, in tre delle quattro partite giocate dall'Italia.

### Calcio a 5
Dopo una stagione in serie A di calcio a 5 con la Lazio passa nel 2012-13 al Real l'Acquedotto C5, con le alessandrine di Mister Marco Schindler conquista la promozione in Serie A vincendo il campionato regionale del Lazio di serie C.

## Statistiche

### Cronologia presenze e reti in nazionale
| Cronologia completa delle presenze e delle reti in nazionale ― Italia | Cronologia completa delle presenze e delle reti in nazionale ― Italia | Cronologia completa delle presenze e delle reti in nazionale ― Italia | Cronologia completa delle presenze e delle reti in nazionale ― Italia | Cronologia completa delle presenze e delle reti in nazionale ― Italia | Cronologia completa delle presenze e delle reti in nazionale ― Italia | Cronologia completa delle presenze e delle reti in nazionale ― Italia | Cronologia completa delle presenze e delle reti in nazionale ― Italia |
| Data                                                                  | Città                                                                 | In casa                                                               | Risultato                                                             | Ospiti                                                                | Competizione                                                          | Reti                                                                  | Note                                                                  |
| --------------------------------------------------------------------- | --------------------------------------------------------------------- | --------------------------------------------------------------------- | --------------------------------------------------------------------- | --------------------------------------------------------------------- | --------------------------------------------------------------------- | --------------------------------------------------------------------- | --------------------------------------------------------------------- |
| 1-7-2007                                                              | Qinhuangdao                                                           | Messico                                                               | 2 – 2                                                                 | Italia                                                                | Amichevole                                                            | -                                                                     | 69’                                                                   |
| 7-7-2007                                                              | Qinhuangdao                                                           | Cina                                                                  | 3 – 1                                                                 | Italia                                                                | Amichevole                                                            | -                                                                     | 46’                                                                   |
| 10-7-2007                                                             | Shenyang                                                              | Italia                                                                | 2 – 1                                                                 | Thailandia                                                            | Amichevole                                                            | -                                                                     | 25’                                                                   |
| Totale                                                                |                                                                       | Presenze                                                              | 3                                                                     |                                                                       | Reti                                                                  | 0                                                                     |                                                                       |

## Palmarès

### Club

#### Trofei nazionali
- Coppa Italia: 1

Torres: 2007-2008

#### Trofei internazionali
- Italy Women's Cup: 1

Torres: 2008

### Nazionale
- Campionato d'Europa under 19: 1

2008